# Geometra diffluata
Geometra diffluata là một loài bướm đêm trong họ Geometridae.